# Sialometaplasia necrosante

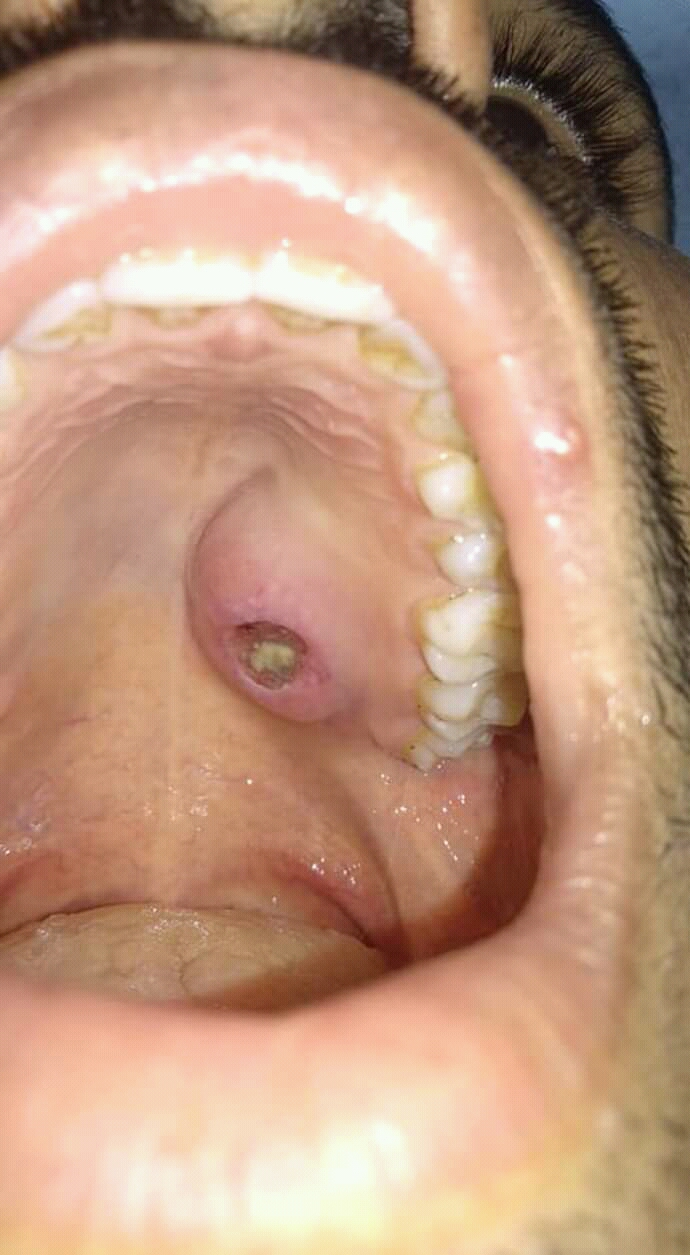

A Sialometaplasia necrosante surge principalmente sobre a parte posterior do palato duro, surge da necrose das glândulas salivares menores devido a um trauma (muitas vezes palatal por infiltrações de anestésico local ou trauma durante intubação). Muitas vezes indolor, é condição auto limitante de seis a dez semanas.